# Chaos Reborn
Chaos Reborn est un jeu vidéo de type tactical RPG développé et édité par Snapshot Games, sorti en 2015 sur Windows, Mac et Linux.
Il s'agit d'un remake de Chaos de Julian Gollop, sorti en 1984 par lui-même.

## Système de jeu

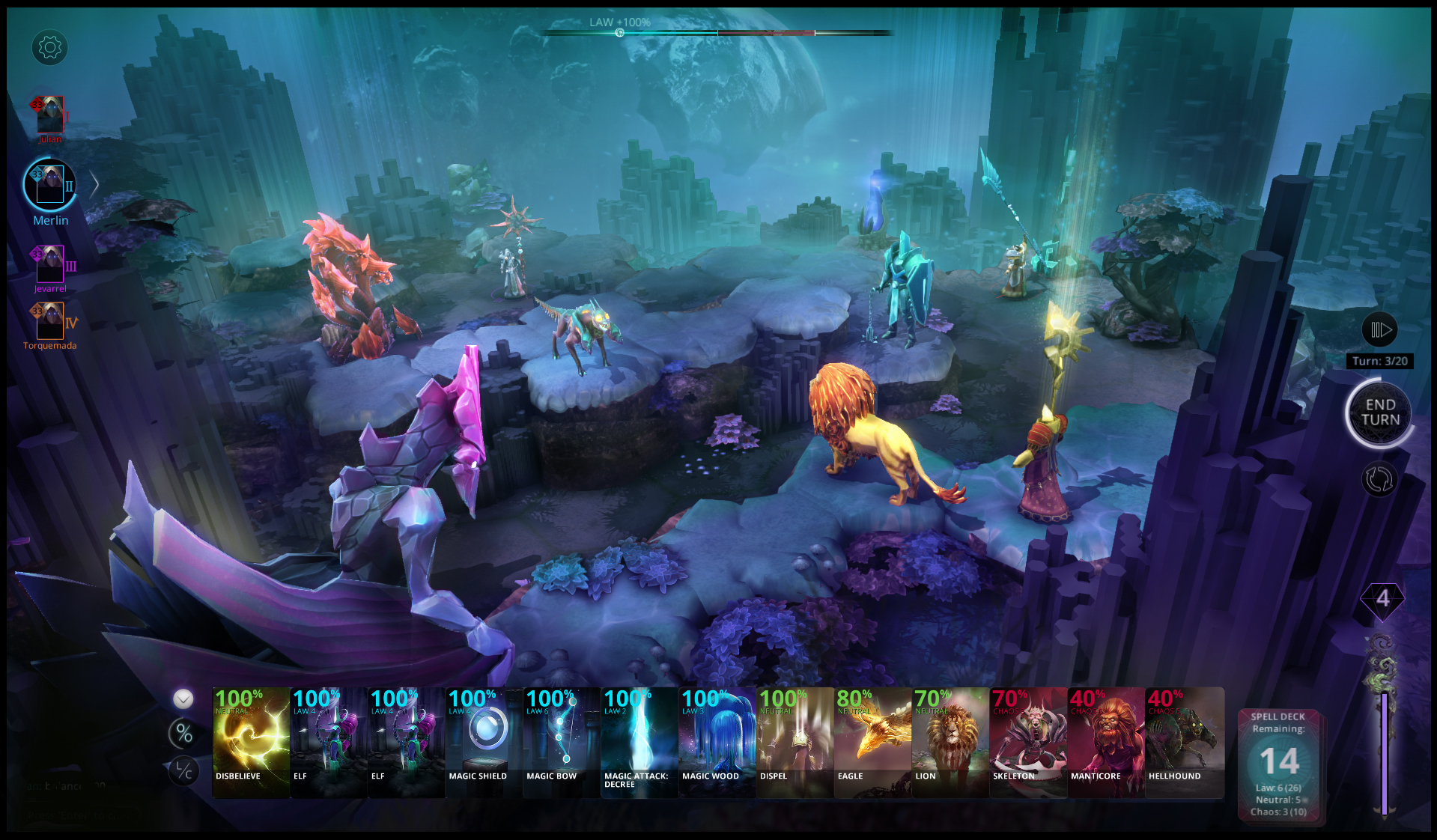
Capture d'écran du jeu

## Accueil
- Canard PC : 7/10[1]